# Вольное (Семёновский район)
Вольное (укр. Вільне) — село,
Очеретоватский сельский совет,
Семёновский район,
Полтавская область,
Украина.
Код КОАТУУ — 5324585603. Население по переписи 2001 года составляло 347 человек.

## Географическое положение
Село Вольное находится на левом берегу реки Кривая Руда,
ниже по течению на расстоянии в 2,5 км расположено село Толстое.

## История
- 2008 — посёлку Вольное присвоен статус село.
- Село указано на трехверстовке Полтавской области. Военно-топографическая карта.1869 года как хутор без названия[2]

## Экономика
- Молочно-товарная ферма.